# خیاط زنانه (رمان هام)
خیاط زنانه (به انگلیسی: The Dressmaker) رمان گوتیک به نویسندگی رمان‌نویس استرالیایی، روسالیئه هام، که در تاریخ ۱ ژانویه ۲۰۰۰ منتشر شده‌است. رمان اولین کتاب منتشر شده توسط دافی و اسنل‌گروو است. داستان رمان در دهه ۱۹۵۰ در شهری در کشور استرالیا به نام دونگاتار را به نمایش می‌کشد، و به بررسی عشق، نفرت و خیاط‌خانه زنانه می‌پردازد. در سال ۲۰۱۵، فیلم خیاط زنانه که اقتباسی از همین رمان است، با بازی کیت وینسلت و با کارگردانی جوسلین مورهوس منتشر خواهد شد؛ که در آن وینسلت یک زن افسونگر که خیاط زنانه نیز هست را، به تصویر می‌کشد.